# Miejscowości Saint-Pierre i Miquelon
Według danych oficjalnych pochodzących z 2009 roku Saint-Pierre i Miquelon (francuskie terytorium zamorskie) posiadał 2 miejscowości. Stolica kraju Saint-Pierre jako jedyne miasto liczyło ponad 5 tys. mieszkańców oraz reszta miejscowości poniżej 1 tys. mieszkańców.

## Alfabetyczna lista miejscowości na Saint-Pierre i Miquelon
Spis miejscowości Saint-Pierre i Miquelon według danych szacunkowych z 2009 roku:
- Miquelon-Langlade – 605
- Saint-Pierre – 5 411